# Moulay
Moulay är en kommun i departementet Mayenne i regionen Pays de la Loire i nordvästra Frankrike. Kommunen ligger i kantonen Mayenne-Est som tillhör arrondissementet Mayenne. År 2022 hade Moulay 977 invånare.

## Befolkningsutveckling
Antalet invånare i kommunen Moulay
| Referens: INSEE |